# Zoran Jovičič
Zoran Jovičič, slovenski rokometaš, * 4. november 1975, Tuzla.
Jovičič je za Slovenijo nastopil na poletnih olimpijskih igrah 2000 v Sydneyju in 2004 v Atenah, kjer je z reprezentanco osvojil osmo oziroma enajsto mesto. Bil je tudi član srebrne reprezentance na Evropskem prvenstvu 2004 v Sloveniji.